# Roberto Torres Toledano
Roberto Torres Toledano (* Montpellier, 29 de agosto de 1964). Fue un ciclista español, profesional entre 1987 y 1995, cuyo mayor éxito deportivo lo logró en la Vuelta a España, donde conseguiría 1 victoria de etapa en la edición de 1992.
En 2020 trabajaba como conductor de ambulancia en Madrid.
Actualmente es comentarista de ciclismo en programas deportivos de la emisora de radio Cadena SER. 

## Palmarés
| 1989 - 1 etapa en la Vuelta a Aragón 1990 - Tour d'Armorique - 1 etapa en la Ruta del Sur - 1 etapa en la Route Adélie | 1992 - 1 etapa en la Vuelta a España 1993 - 1 etapa en la Vuelta a la Comunidad Valenciana |

## Equipos
- Zahor Chocolates (1987-1988)
- Lotus-Zahor (1989)
- Lotus-Festina (1990-1992)
- Festina-Lotus (1993-1995)

## Resultados en Grandes Vueltas y Campeonato del Mundo
| Carrera         | 1987 | 1988 | 1989 | 1990 | 1991 | 1992 | 1993 | 1994 |
| --------------- | ---- | ---- | ---- | ---- | ---- | ---- | ---- | ---- |
| Giro de Italia  | -    | -    | -    | -    | -    | -    | -    | -    |
| Tour de Francia | -    | -    | -    | -    | -    | -    | -    | Ab.  |
| Vuelta a España | 68.º | 90.º | 74.º | 72.º | 90.º | 60.º | 79.º | 88.º |
| Mundial en ruta | -    | -    | -    | -    | -    | -    | -    | -    |